# Морські зірки
Морські́ зірки́ (Asteroidea, від грец. ἀστήρ — зірка) — клас безхребетних тварин типу голкошкірих, для яких характерна будова у вигляді диска, оточеного декількома руками. Налічує близько 1600 сучасних видів. У викопному стані відомі з ордовика.

## Опис
Морські зірки — це хижі тварини, тіло яких складається зі слабко вираженого центрального диска, оточеного кількома руками. Ці тварини радіально симетричні, хоча походять від двобічно симетричних предків, і зберігають двобічну симетричність на стадії личинки. Тіло губчастої будови, наповнене порожнинами, в яких циркулює вода. Рух рідини в тілі зірки відбувається не завдяки м'язам, а завдяки осмосу води за участю позитивних іонів калію.
Більшість морських зірок мають діаметр 20-30 см, але трапляються розмірами в лише 1 см, а найбільші досягають 65 см. Внутрішній скелет складається з вапняних пластинок. Дихання зазвичай відбувається через шкірні структури. Більшість центрального диска займає шлунок, знизу міститься рот.
Рук зазвичай 5, але бувають види з 15, 24 і навіть 50 рук. Завдяки їх симетричному розміщенню морські зірки однаково легко повзають у будь-якому напрямку, у тому числі крутими поверхнями. Руки морської зірки порожнисті та, як і диск, покриті короткими шипами згори та гнучкими ніжками знизу, кількість яких може досягати 15 тис.. На кінчиках рук є світлочутливі плями. Від рота до кінчика кожної руки простягається борозенка, в якій ноги можуть ховатися. Кінчик кожної ноги виділяє два типи речовин: одна приклеює ногу до поверхні, а інша відклеює.
Морські зірки мають добре розвинені відчуття дотику, нюху та смаку, тоді як зір примітивний. Ноги є найчутливішою частиною морської зірки.

## Спосіб життя
Морські зірки поширені в усіх океанах, за винятком дна поблизу Північного та Південного полюсів. Живуть лише в солоній воді.
Харчуються по-різному. Одні переміщують дрібні органічні частинки вздовж рук до рота. Інші ковтають здобич або вивертають на неї шлунок, після чого перетравлюють. Великі зірки здатні розкривати мушлі молюсків своїми ніжками, що мають присоски на кінцях.
Морські зірки не мають складної поведінки. Походячи від двобічно симетричних організмів, вони можуть рухатися двостороннім чином, особливо під час полювання або під загрозою. Під час повзання деякі руки діють як провідні, а інші тягнуться позаду. Коли морська зірка опиняється переверненою, вона відштовхується двома руками, а протилежну руку спрямовує вгору, щоб перевернутися назад.
Парування відбувається навесні або влітку. Запліднення зовнішнє: самці випускають у воду сперму, яка запліднює яйця. Є види, що носять запліднені яйця з собою до вилуплення, тоді як інші просто випускають яйця у воду. Кількість яєць може досягати 2,5 млн. Трапляється гермафродитизм.
Часто морська зірка рятується від ворогів, відкидаючи одну або кілька своїх рук, які потім відростають. Якщо морську зірку розрізати на частини, кожна з них виросте в нову особину. Забруднення води зменшує здатність до регенерації.

## Еволюція
Як і інші класи сучасних голкошкірих, найдавніші викопні морські зірки відомі з ордовика. Є дві гіпотези щодо їх походження: від морських лілій і вимерлих едріоастероідей. Походження від останніх вважається найімовірнішим. Морські зірки мають спільного предка з офіурами та, можливо, з викопною групою сомастероідей.
Протягом палеозою морські зірки, ймовірно, виконували подібний спектр екологічних ролей, як і сьогодні, хоча в родах відбулася зміна. Сучасні зірки це переважно нащадки родів, які пережили масові вимиранням наприкінці девону та наприкінці перму.

## Екологічне значення
Морські зірки харчуються двостулковими молюсками та кораловими поліпами. Їх самих їдять черевоногі молюски, риби, краби, омари, чайки. Надмірне поширення морських зірок може мати катастрофічні наслідки для коралових рифів і популяцій двостулкових молюсків.

## Галерея

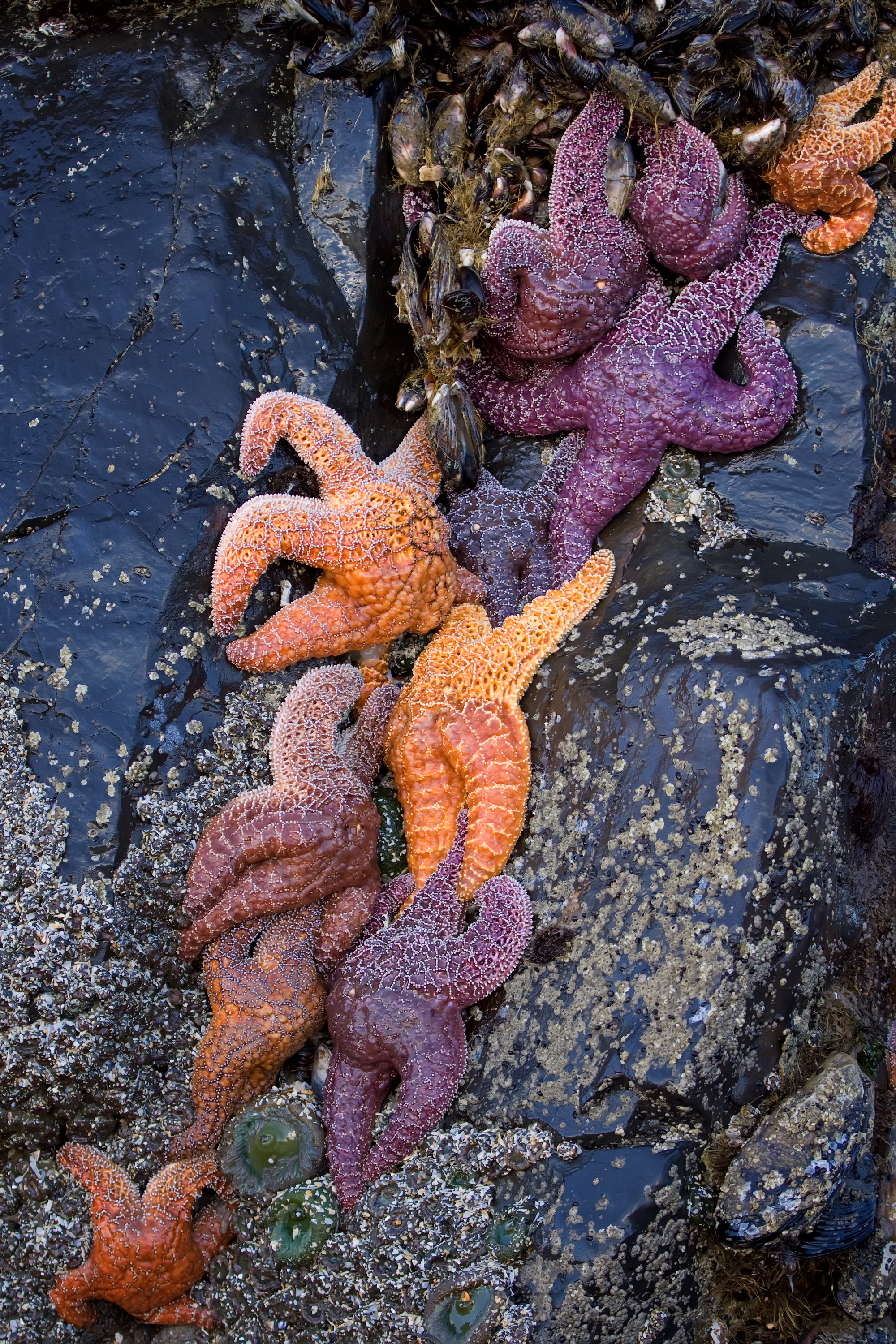
Група морських зірок під час відпливу
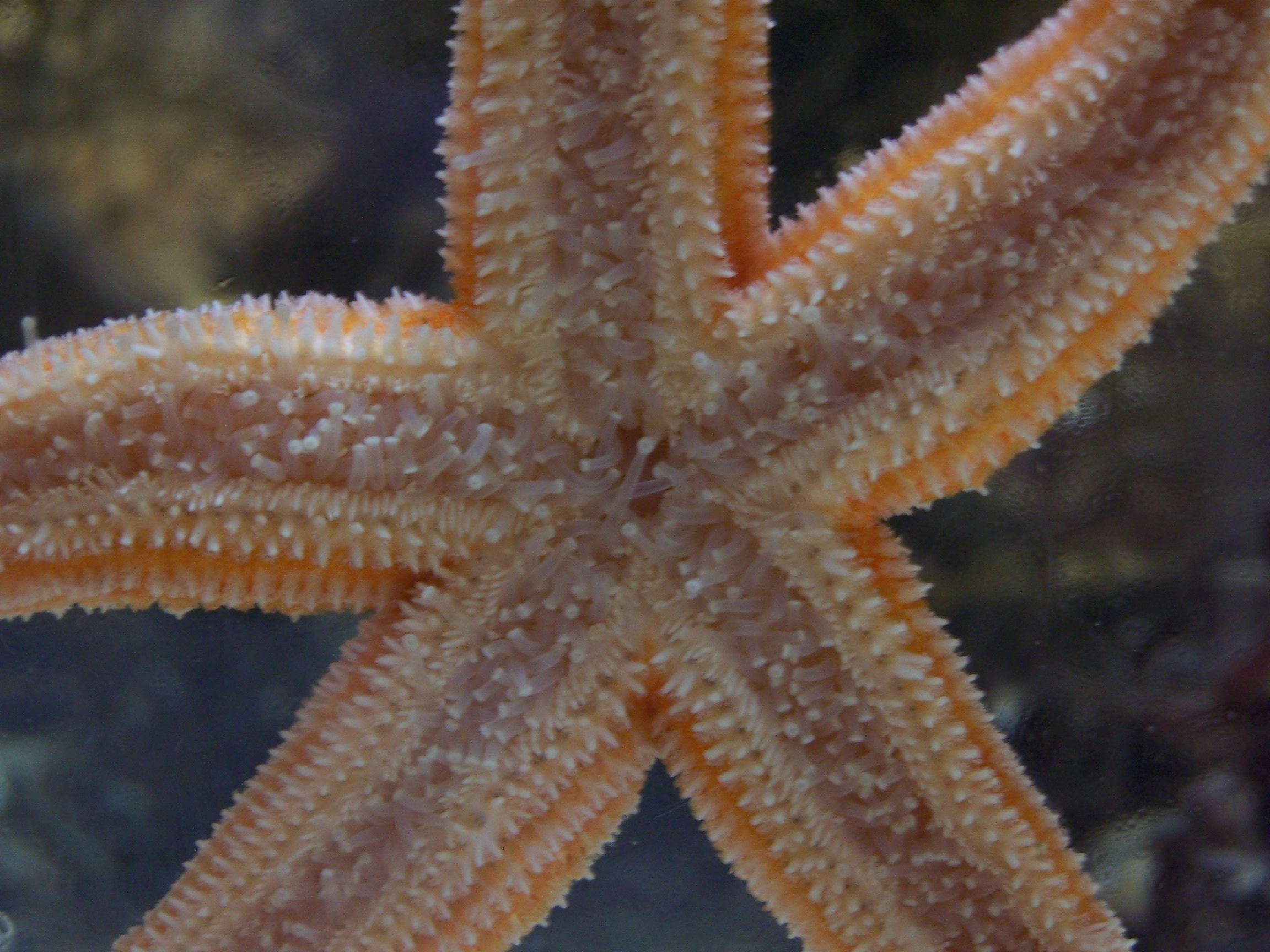
Низ морської зірки з ніжками
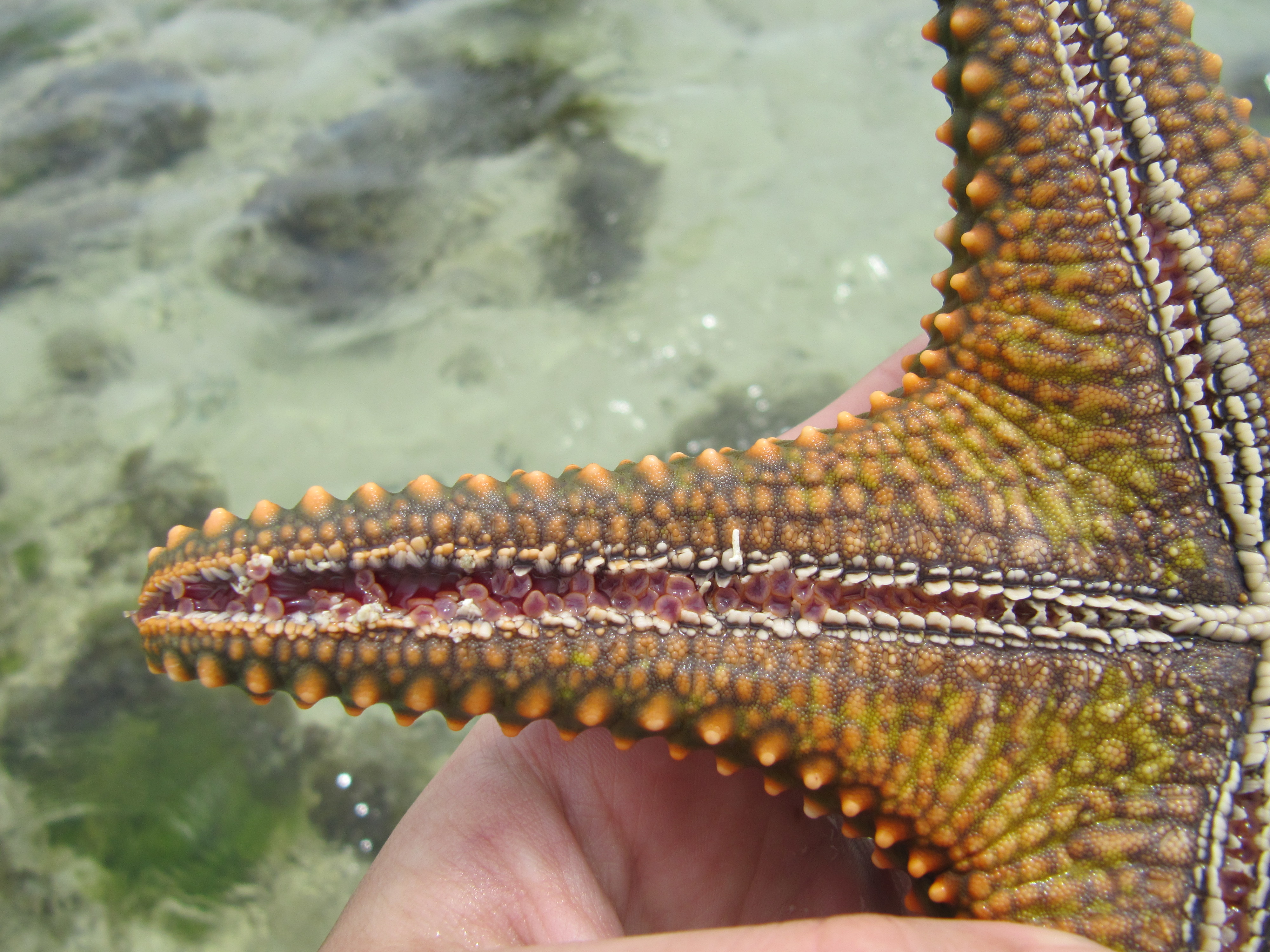
Низ морської зірки зі схованими ніжками
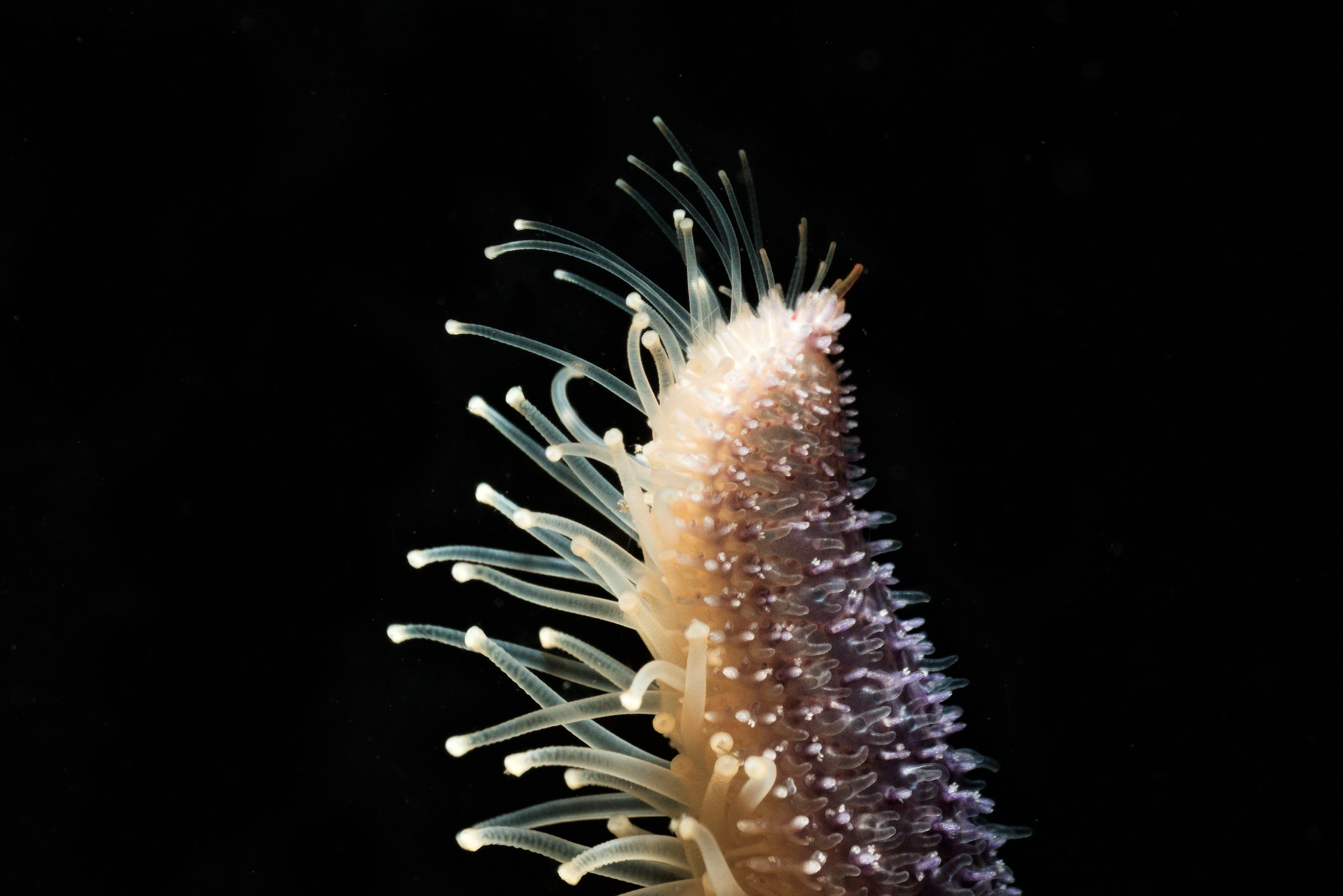
Ніжки зблизька
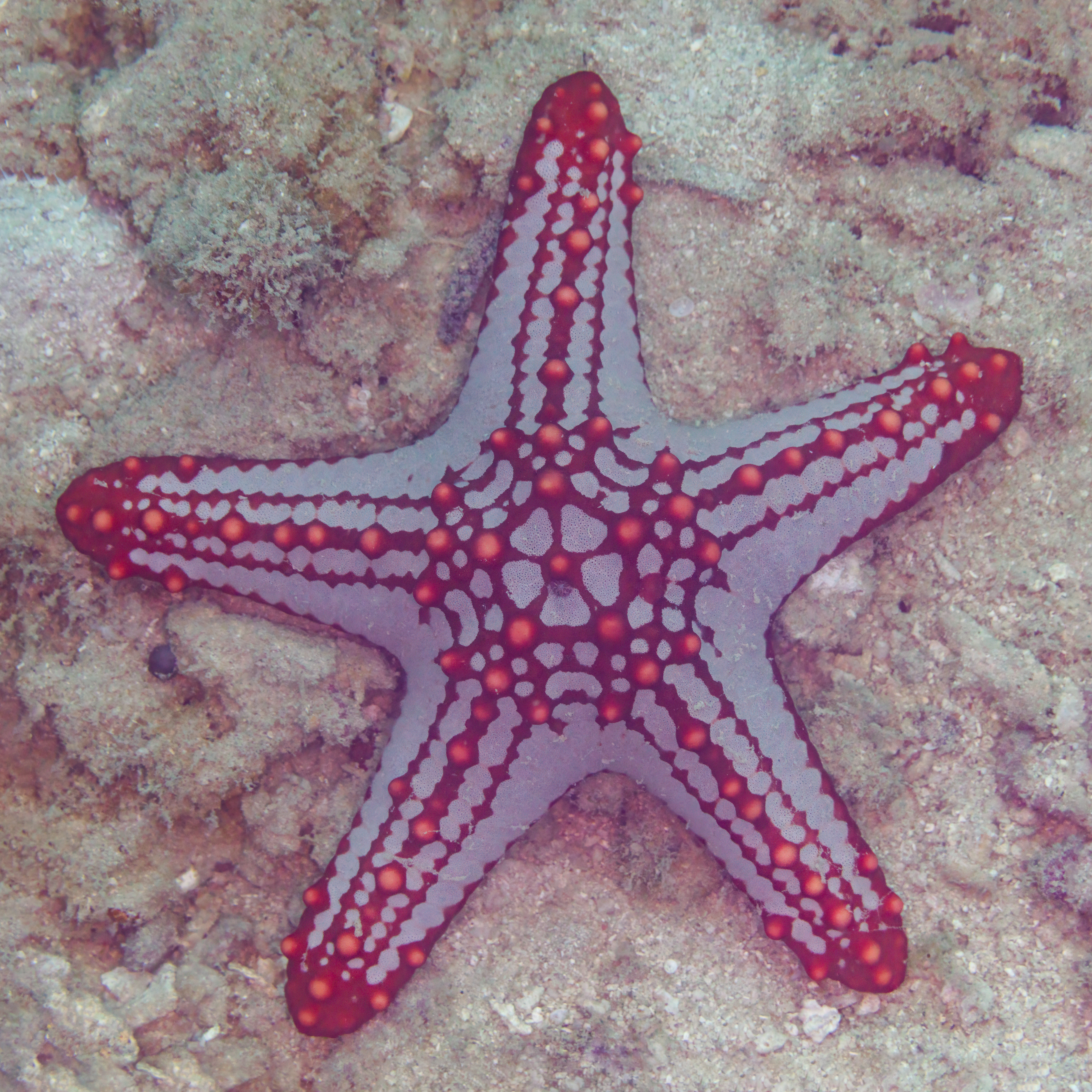
Protoreaster linckii
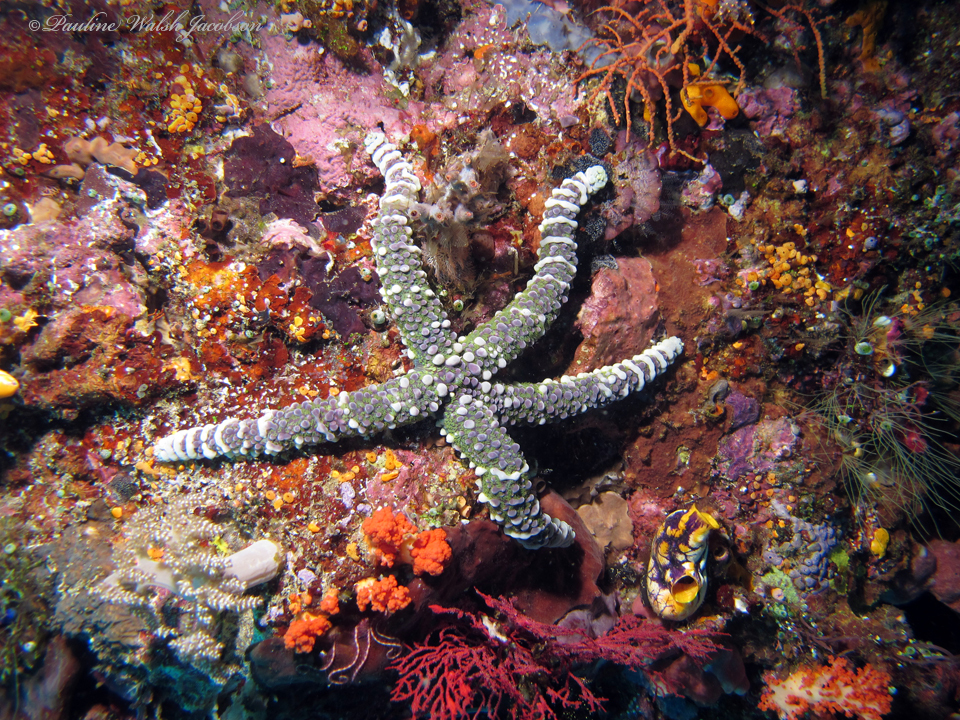
Echinaster callosus
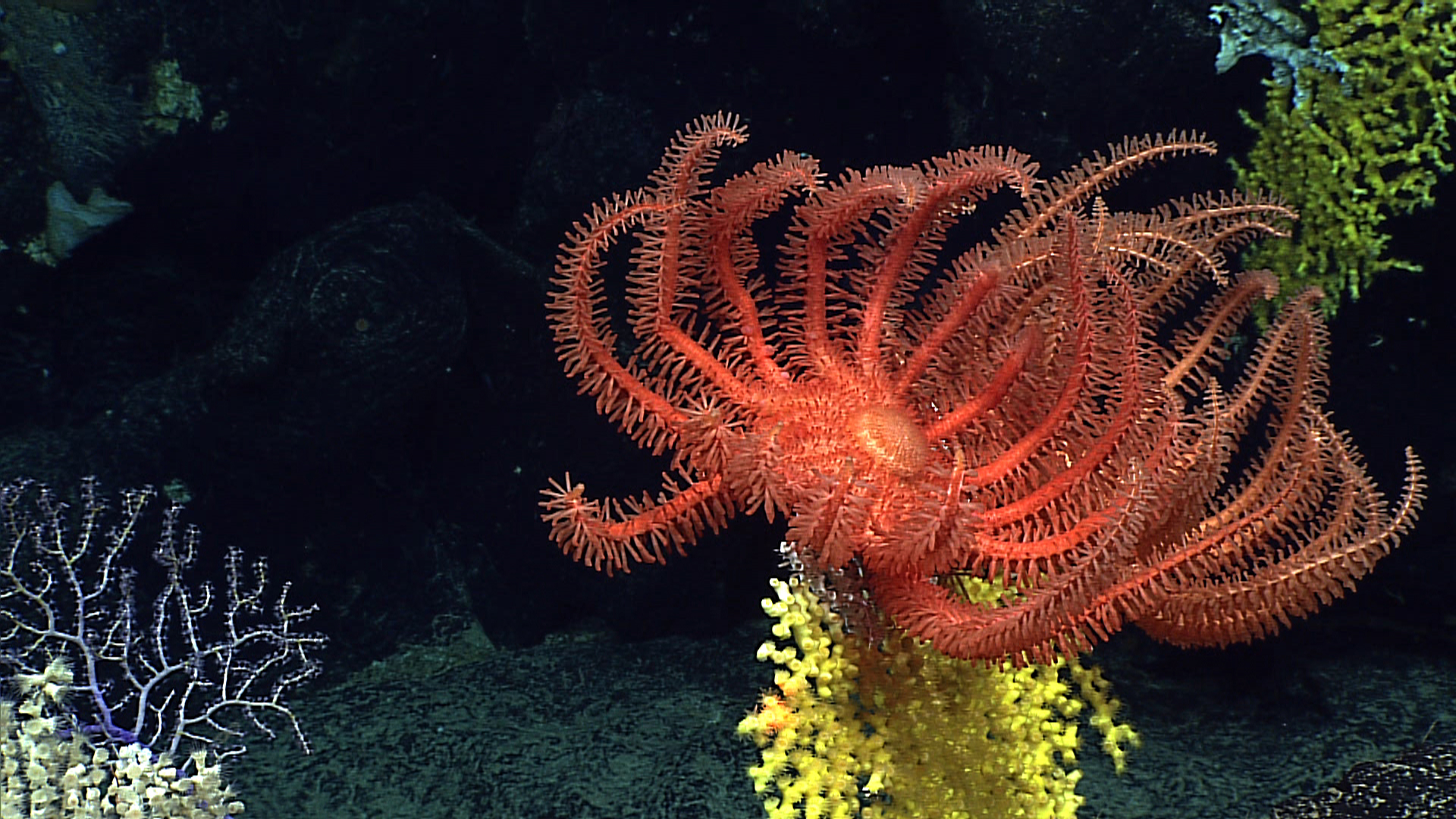
Novodinia pacifica
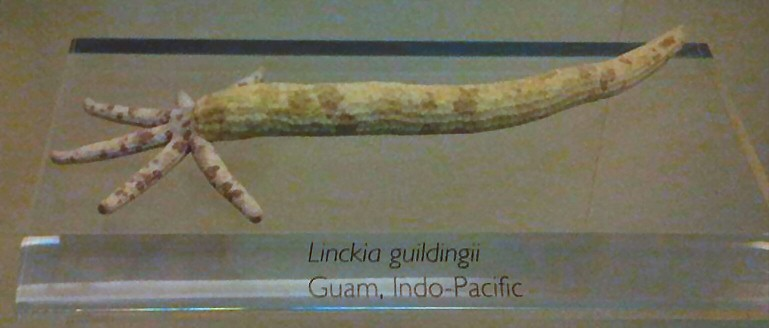
Відділене щупальце регенерує в цілу морську зірку
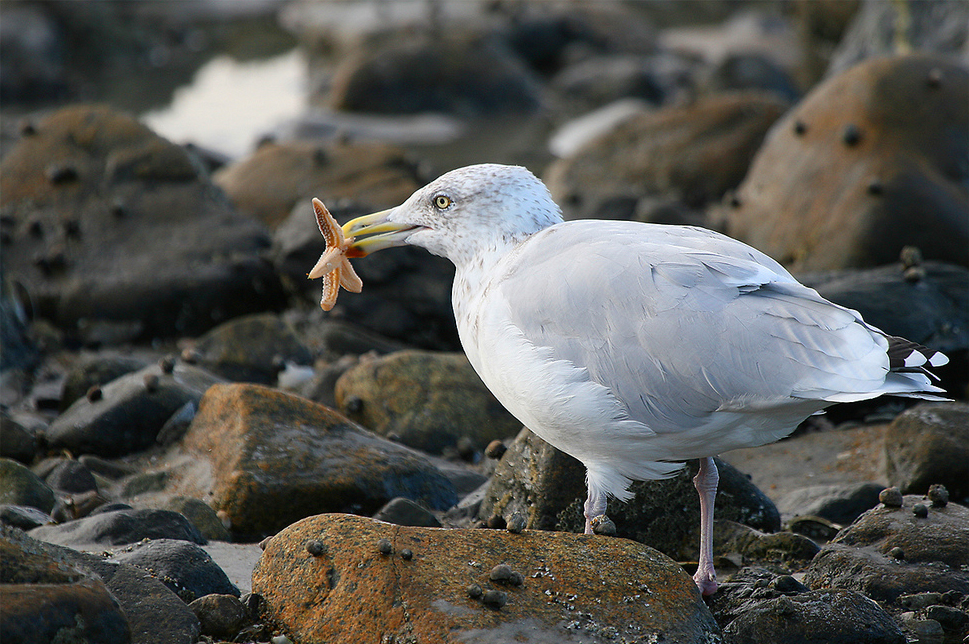
Чайка їсть морську зірку